# Heisteria concinna
Heisteria concinna är en tvåhjärtbladig växtart som beskrevs av Standley. Heisteria concinna ingår i släktet Heisteria och familjen Erythropalaceae. Inga underarter finns listade i Catalogue of Life.